# 比爾克勒巴赫河
50°5′9.75″N 9°23′33.96″E / 50.0860417°N 9.3927667°E

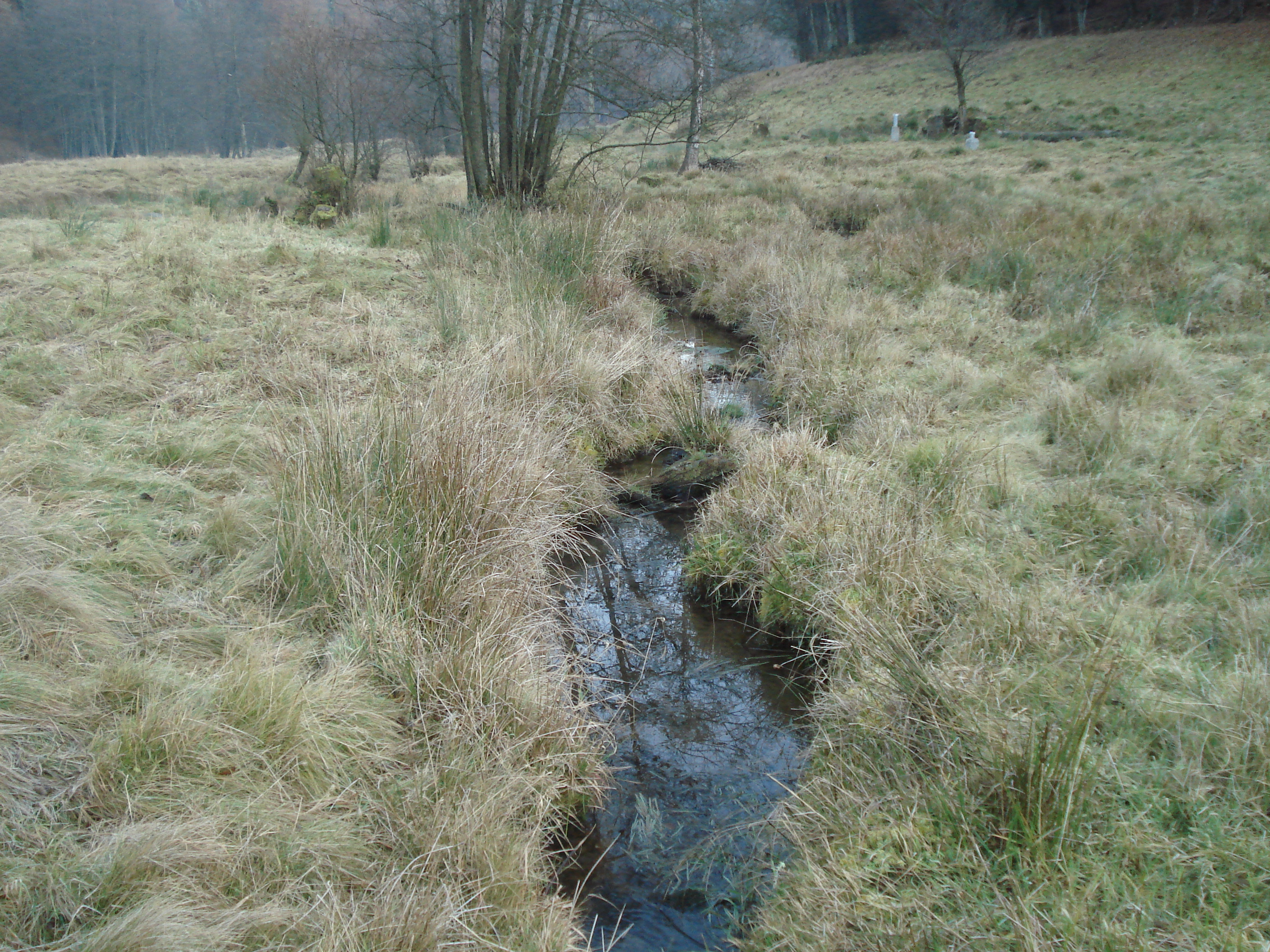
比爾克勒巴赫河

比爾克勒巴赫河（德語：Birklerbach），是德國的河流，位於該國東南部，由巴伐利亞負責管轄，屬於奧巴赫河的右支流，河道全長1.7公里，流域面積7.4平方公里，發源自海因里希斯塔爾以東。